# Rattus everetti
Rattus everetti é uma espécie de roedor da família Muridae.
Apenas pode ser encontrada nas Filipinas.